# Geografia dell'Italia

Carta topografica della Repubblica Italiana

La geografia dell'Italia descrive la geografia fisica della Repubblica Italiana, che pur occupando la gran parte della regione geografica italiana, non si identifica esattamente con essa, dato che i confini dell'area fisica italiana e quelli dello Stato italiano non coincidono ovunque.

Posizione dell'Italia nel mondo

Geograficamente l'Italia è suddivisa in tre parti: l'Italia continentale, tra le Alpi e l'istmo La Spezia-Rimini, l'Italia peninsulare, che si estende a sud di tale istmo allungandosi nel Mediterraneo da nord-ovest a sud-est, e l'Italia insulare, che comprende le due maggiori isole del Mediterraneo, la Sardegna e la Sicilia.
Il concetto di Italia continentale coincide grossomodo con quello di Italia settentrionale, mentre l'Italia peninsulare comprende sia l'Italia centrale, sia l'Italia meridionale. Il concetto di Italia insulare, se inteso in senso politico e statistico, si riferisce al territorio delle due regioni Sicilia e Sardegna.
In corrispondenza dell'isola di Pantelleria, si ha la minima distanza dall'Africa, circa 70,54 chilometri. Due delle isole Pelagie, Lampedusa e Lampione, appartengono geograficamente al continente africano.
I confini politici attuali si estendono complessivamente per 1800 chilometri confinando ad ovest con la Francia, a nord con la Svizzera e l'Austria e ad est con la Slovenia; i microstati San Marino e Città del Vaticano sono enclavi interamente comprese nel suo territorio, mentre il comune di Campione d'Italia costituisce una exclave situata nella regione italofona del Canton Ticino in Svizzera.

## Caratteri generali

Le zone altimetriche d'Italia.

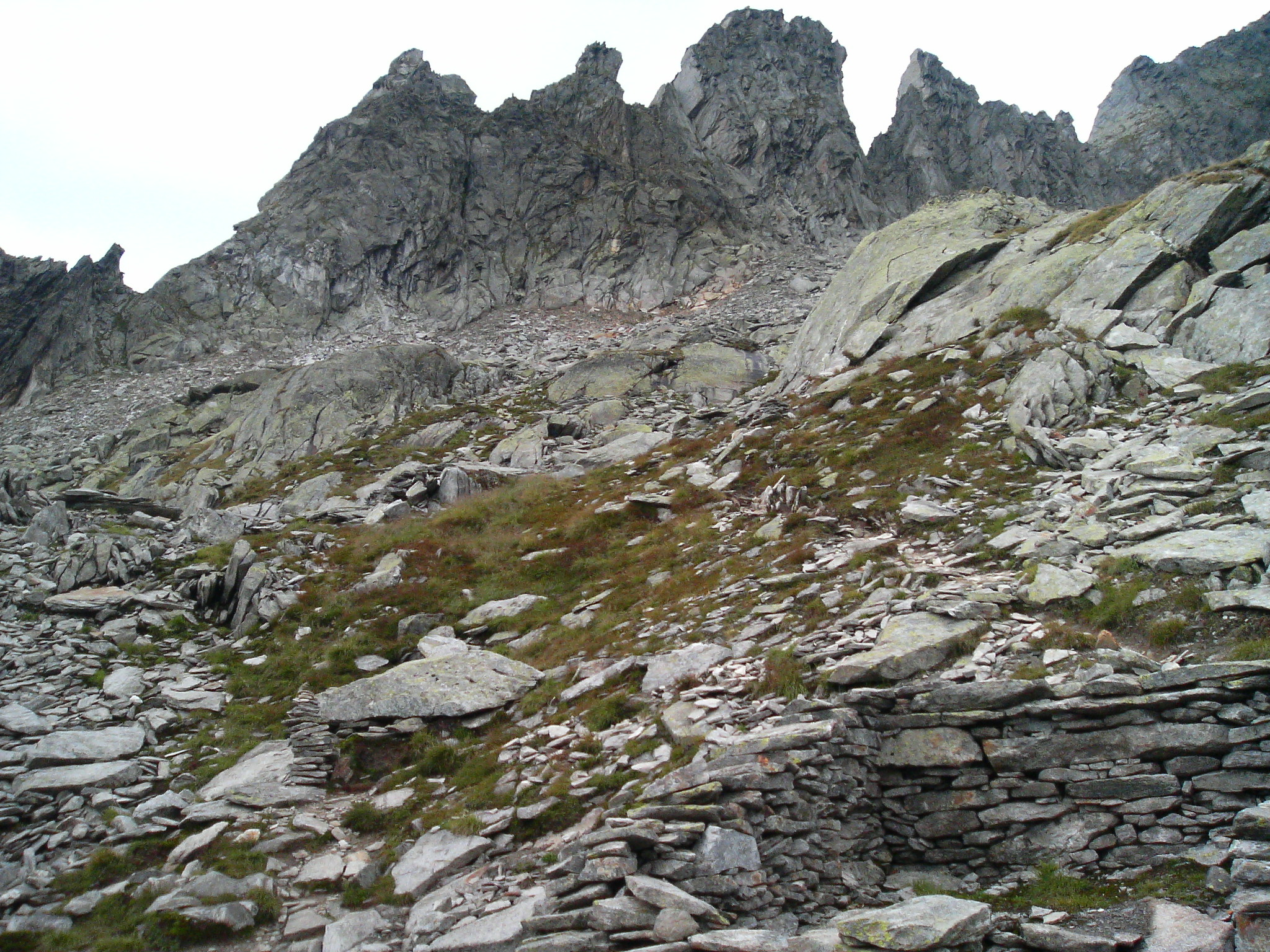
Vetta d'Italia, fino al 1997 considerata il punto più a nord d'Italia ora posto 100 metri più a nord nella Testa Gemella Occidentale

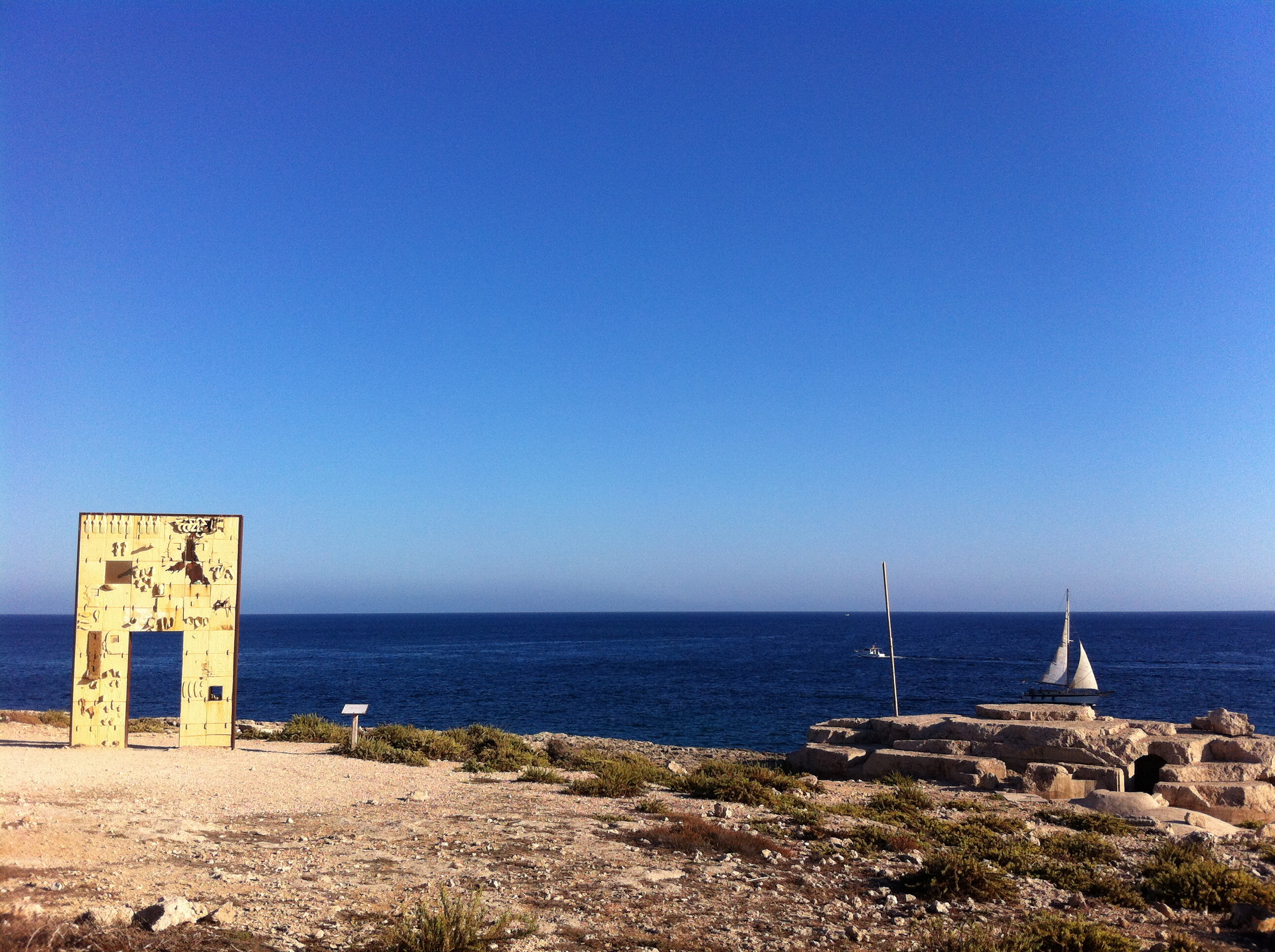
Punta Pesce Spada a Lampedusa, punto più a sud

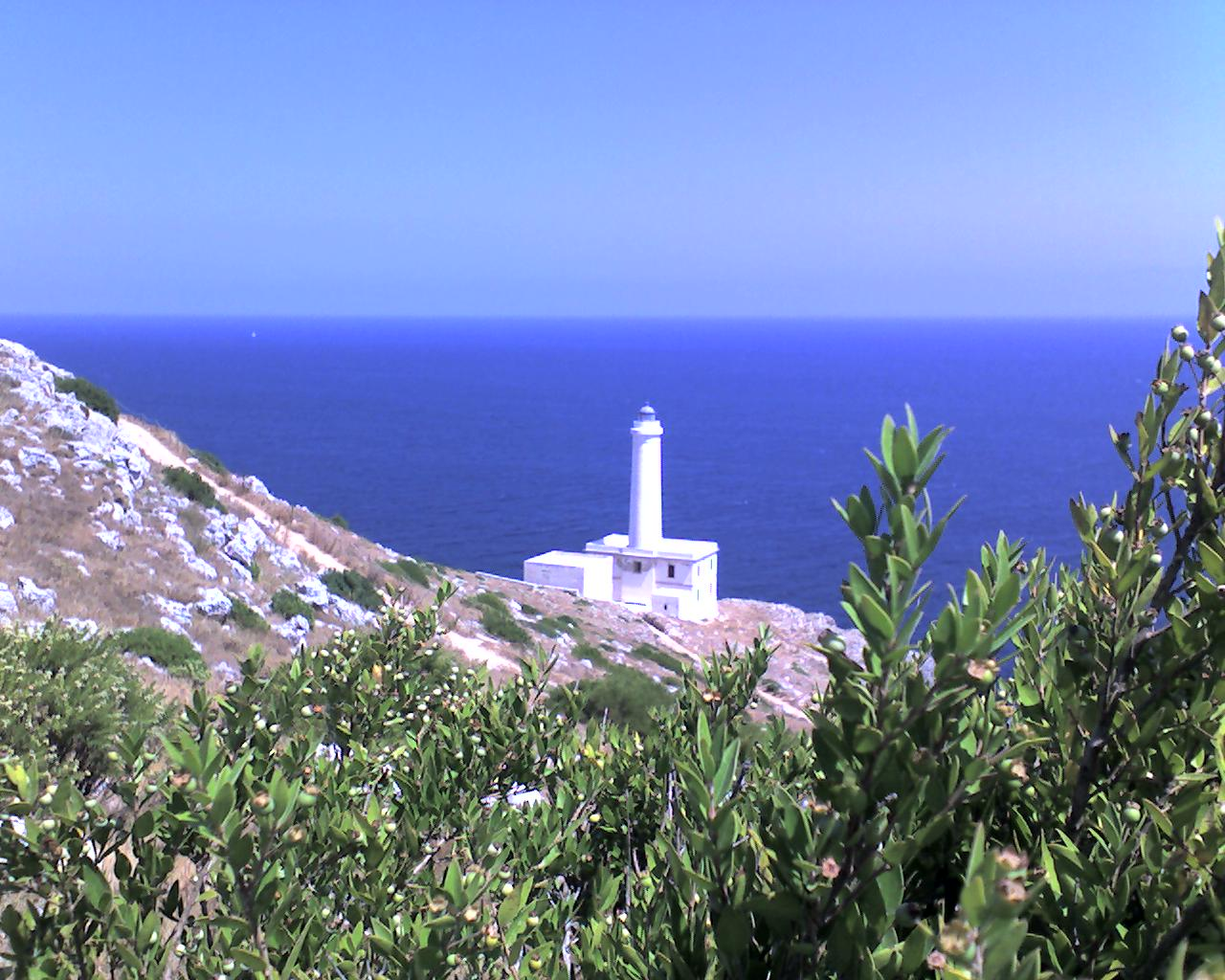
Il faro di Punta Palascìa, meglio noto come Capo d'Otranto, punto più ad est

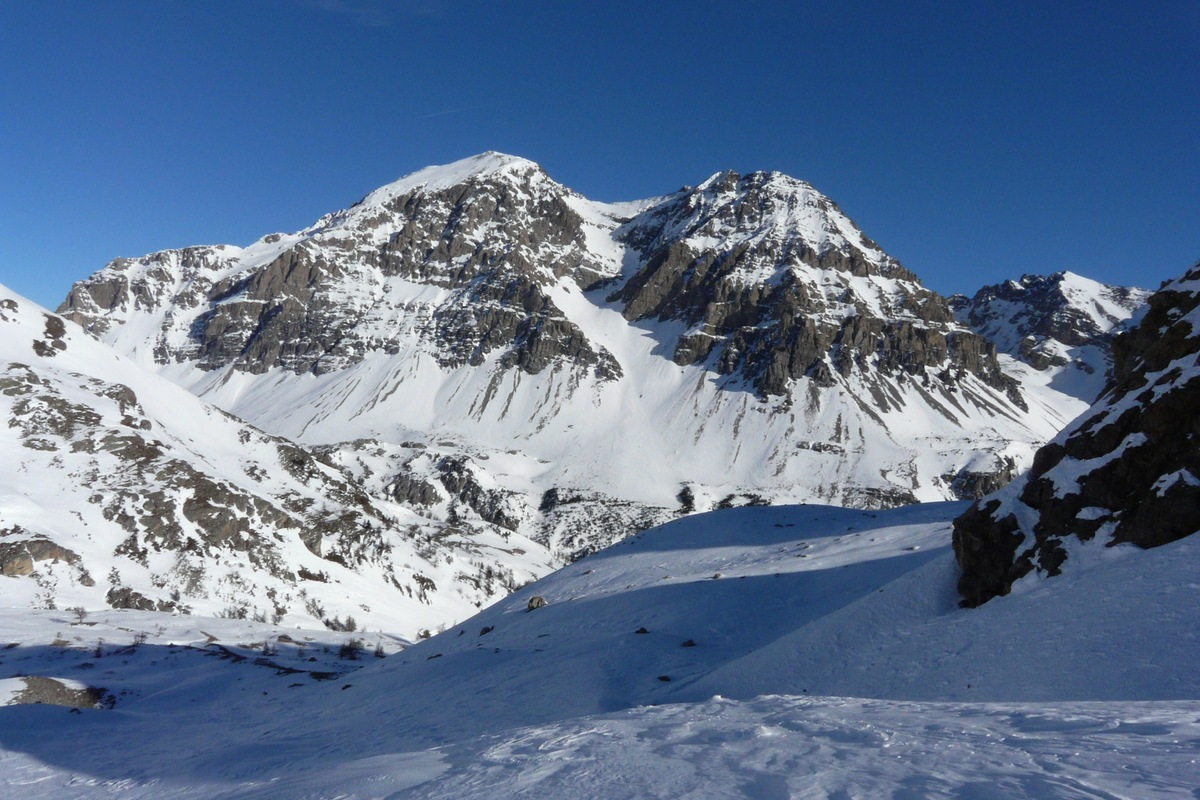
Rocca Bernauda, punto più a ovest del territorio italiano

L'Italia è unita al tronco centro-occidentale del continente europeo dalla catena delle Alpi. Grazie alla sua posizione, costituisce un ponte di passaggio tra Europa e Africa. In particolare la penisola italiana è posta al centro del Mar Mediterraneo, tra la penisola balcanica e quella ellenica ad est, quella iberica a ovest, il nord Africa a sud e l'Europa continentale a nord separata dalle Alpi.
L'Italia separa, inoltre, il bacino occidentale del mar Mediterraneo da quello orientale: cioè il Mar Tirreno dallo Ionio, prolungandosi verso occidente con la Calabria e la Sicilia, che insieme formano geologicamente un'estensione peninsulare. Tra quest'ultima e l'Africa (penisola tunisina) intercorrono solo 140 km: tanti ne misura il canale di Sicilia (o canale di Tunisi).
Ad oriente la penisola salentina (Puglia) dista dalla costa albanese, nel punto più stretto del canale d'Otranto, 70 km. Si tratta di Capo d'Otranto (detto anche Punta Palascìa), situato a 40° 7′ di latitudine nord e 18° 31′ di longitudine est. A settentrione del Salento si spinge l'insenatura lunga e stretta del mare Adriatico.
Le isole di Sardegna e di Corsica dividono poi il mar Tirreno dal mar di Sardegna.
Lo sviluppo costiero della penisola e delle isole italiane è notevole: circa 8000 km; molto più esteso di quello della penisola iberica ma molto meno di quella balcanica.
L'Italia presenta una prevalenza di zone collinari (il 41,6% del territorio) rispetto a zone montuose (il 35,2% del territorio), o a zone pianeggianti (23,2%).
Il suolo italiano è oggi il risultato dell'antropizzazione ed è in parte montuoso, in parte collinare, in parte vulcanico (riviere Euganee) in parte endolagunare con dossi, polesine, isole, prosciugate dalle bonifiche (Bonifiche Circeo, Ferraresi, Comacchio, Ostiense, Pisana e così via) con sempre maggiori innalzamenti di argini (per esempio il prelievo di un miliardo e settecento milioni di metri cubi all'anno d'acqua dolce, da venti consorzi per il solo Veneto).
- Punto più elevato: Monte Bianco (AO) 4 810,90 m
- Punto meno elevato: le Contane (FE) −3,44 m

Nessun centro abitato in Italia è lontano più di 294 km dal mare e il comune italiano più lontano dal mare è Madesimo (SO) che dista dal Mar Ligure 294 km.

### Confini terrestri
L'Italia confina con 6 stati, per complessivi 1963,2 km circa.
| Paese              | Lunghezza confine |
| ------------------ | ----------------- |
| Austria            | 430 km            |
| Francia            | 515 km            |
| San Marino         | 39 km             |
| Slovenia           | 232 km            |
| Svizzera           | 744 km            |
| Città del Vaticano | 3,2 km            |

### Punti estremi
Considerando gli attuali confini politici, i punti estremi d'Italia sono: 
- a settentrione la Testa Gemella Occidentale, una cima del massiccio della Vetta d'Italia nelle Alpi Aurine in Alto Adige, a 47° 04′ 22″ di latitudine Nord;
- a meridione punta Pesce Spada, capo meridionale dell'isola di Lampedusa nell'arcipelago delle Isole Pelagie in Provincia di Agrigento a 35° 29′ 24″ di latitudine Nord;
- a oriente capo d'Otranto in Puglia, a 18° 31′ 18″ di longitudine Est.
- a occidente la Rocca Bernauda nelle Alpi Cozie in Piemonte, a 6° 37′ 32″ di longitudine Est.

La distanza che separa la Vetta d'Italia dall'isola di Lampedusa è di 1 291 km; la massima distanza che intercorre tra il confine orientale e quello occidentale è di circa 1011 km.
Entro tali confini, la Regione geografica italiana ha un'estensione di 324 000 km², maggiore di quella della Repubblica italiana (302 073 km²).
I comuni alle estremità d'Italia sono:
- Predoi, il comune più a nord
- Lampedusa e Linosa, il comune più a sud
- Otranto, il comune più a est
- Bardonecchia, il comune più a ovest

### Centro geografico
Sebbene l'Istituto Geografico Militare di Firenze abbia più volte dichiarato che sia impossibile determinare univocamente il centro di una forma non geometrica come quella dell'Italia, esistono diverse località che, a seconda dei criteri di misurazione adottati, si contendono il primato di centro geografico d'Italia:
- Narni (TR)[10]
- Orvieto (TR)[11]
- Rieti, nella sua Piazza San Rufo
- Spoleto (PG), nella sua frazione di Monteluco

## Ripartizioni
Secondo criteri di geografia fisica, in Italia si distinguono una parte continentale, una peninsulare e una insulare. L'Italia continentale è a volte detta Padania e quella peninsulare è molto raramente detta anche Appennina.
Secondo un criterio storico, culturale e politico, l'Italia viene suddivisa in Italia settentrionale, Italia centrale e Italia meridionale e Italia insulare. L'insieme di Italia meridionale e Italia insulare è detto "Mezzogiorno d'Italia" o anche semplicemente "Mezzogiorno".
Gli abitanti delle isole usano il termine continente per designare il resto dell'Italia, ossia l'insieme dell'Italia continentale e peninsulare.

### Italia continentale

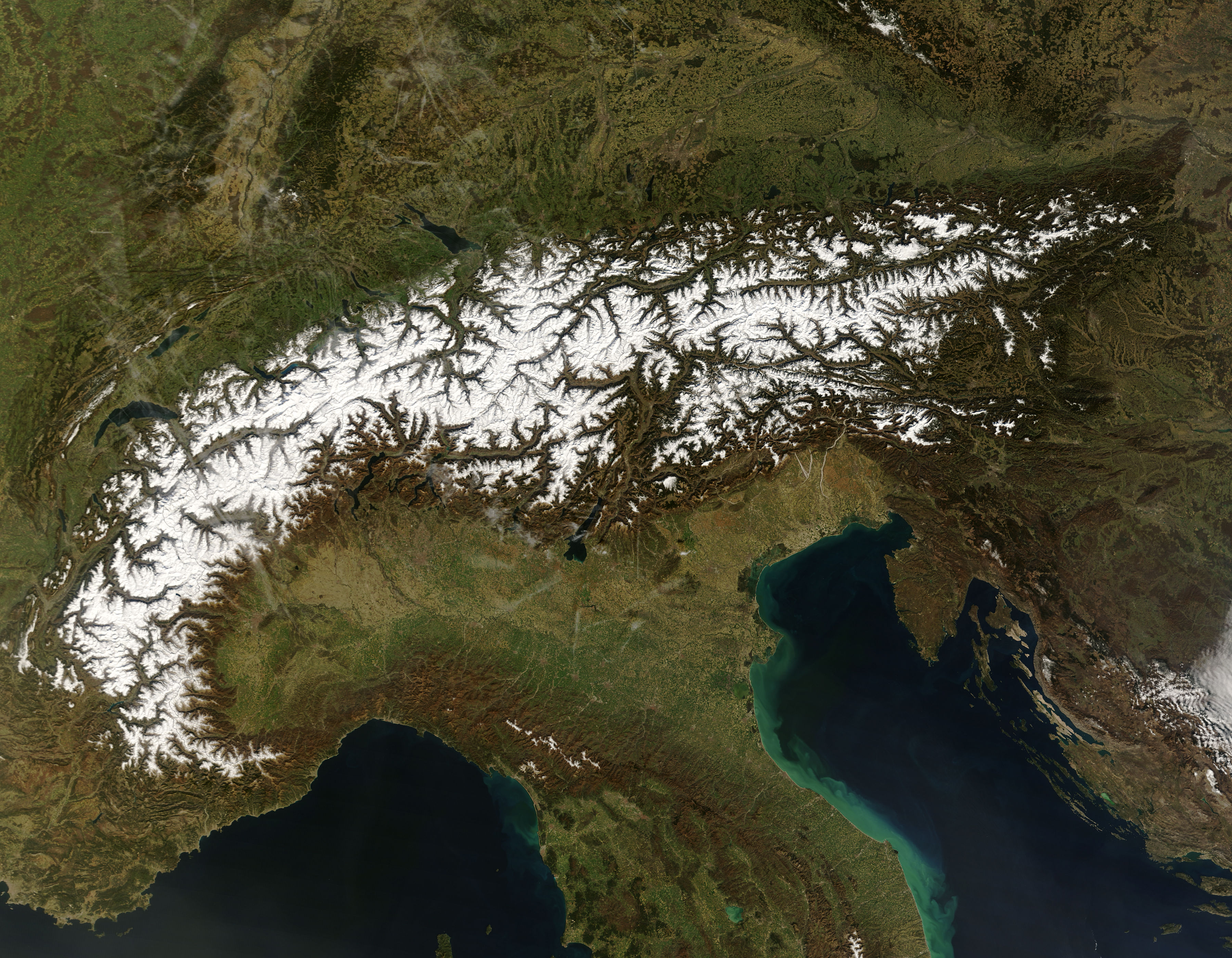
Le Alpi e la Pianura padana viste dal satellite

Per Italia continentale si intende il versante meridionale della catena delle Alpi, la pianura padano-veneta, la Liguria e la porzione degli Appennini delimitata dalla linea convenzionale che congiunge La Spezia a Rimini. Non fanno parte dello Stato italiano nella sua parte continentale la regione di Nizza (corrispondente alla storica Contea di Nizza), la Svizzera italiana, parte della Venezia Giulia e altre porzioni di territorio meno estese (Valle Stretta, Gondo, Val Monastero, eccetera) incluse tuttavia nella regione geografica italiana. Viceversa la Val di Lei, la Val di Livigno, la conca di San Candido, la valle del Rio Sesto e la conca di Tarvisio, pur essendo parte della Repubblica Italiana, non sono compresi nella regione geografica.

### Italia peninsulare
L'Italia peninsulare si estende a sud della linea La Spezia-Rimini, fino alla punta Melito in Calabria (che è il punto più a sud della penisola) e a Santa Maria di Leuca in Puglia. San Marino e la Città del Vaticano sono territori esteri, sebbene inclusi nella regione geografica italiana.
La penisola italiana occupa una posizione mediana tra le tre principali penisole dell'Europa meridionale. Essa, infatti, emerge proprio al centro del mar Mediterraneo, con grandi isole e alcuni arcipelaghi.

### Italia insulare

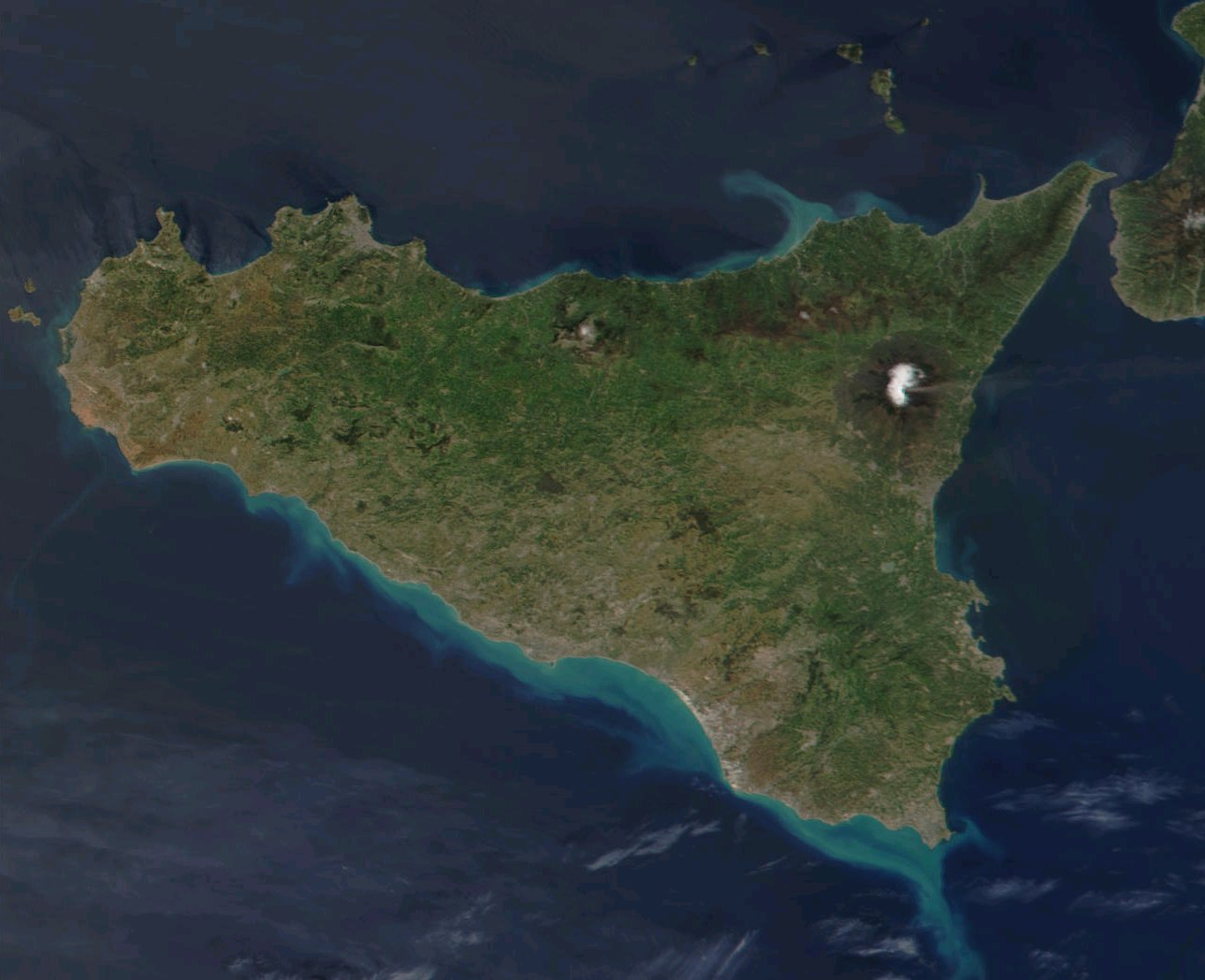
La Sicilia vista dal satellite

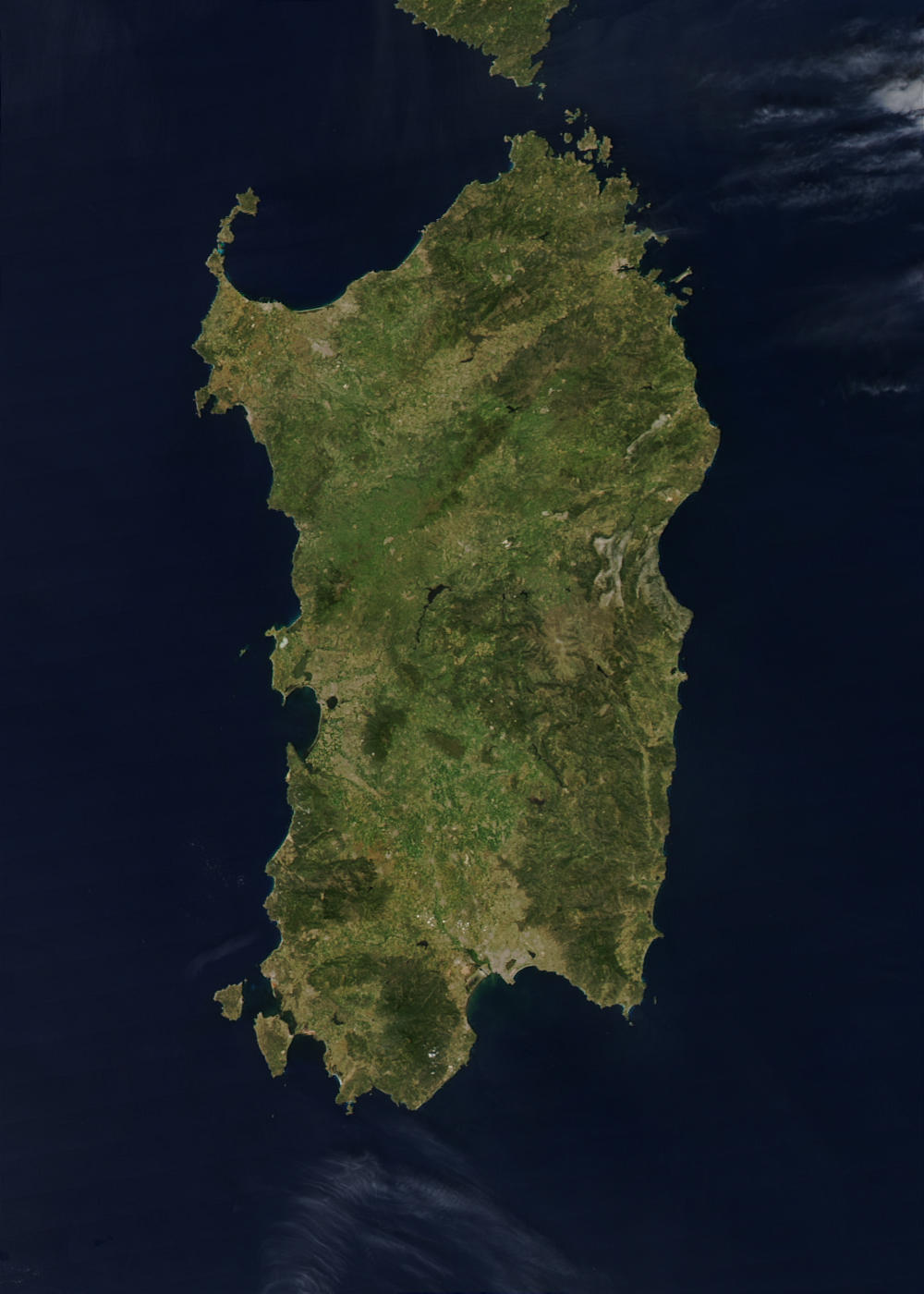
La Sardegna vista dal satellite

L'Italia insulare è costituita dalla Sardegna, dalla Sicilia e da numerose isole minori, disseminate o raggruppate in arcipelaghi nei mari che bagnano le coste della penisola. La Corsica non è inclusa politicamente nell'Italia insulare poiché appartiene alla Francia; è tuttavia inclusa nella regione geografica italiana.
Le cinque più grandi isole appartenenti allo Stato italiano sono, in ordine di grandezza:
- Sicilia (25 707 km²)
- Sardegna (24 090 km²)
- isola d'Elba (223 km²)
- isola di Sant'Antioco (108,9 km²)
- Pantelleria (83 km²).

Altre isole appartenenti all'Italia sono raggruppate nei seguenti arcipelaghi:
- Arcipelago del golfo della Spezia, formato dall'isola Palmaria, dal Tino e dal Tinetto.
- Arcipelago toscano, formato dall'isola d'Elba, la più estesa ed importante del gruppo dalle cui viscere si è estratto per secoli il ferro. A nord dell'isola d'Elba sorgono Capraia e Gorgona, a sud Pianosa, Montecristo, Giannutri e l'isola del Giglio. Isolotti minori sono Cerboli e Palmaiola al largo delle coste elbane, l'Isolotto dello Sparviero presso Punta Ala, le Formiche di Grosseto, la Formica di Burano, la Formica di Montecristo (o Scoglio d'Africa) e alcuni isolotti al largo della costa del promontorio dell'Argentario tra cui l'Argentarola, l'Isola Rossa e l'Isolotto, oltre alle Secche della Meloria e alle Secche di Vada.
- Le isole Flegree (Ischia e Procida) più Capri, nel golfo di Napoli; a volte le tre isole sono comprese nell'arcipelago Campano;
- isole Ponziane: Ponza, Palmarola, Zannone e Ventotene, nel golfo di Gaeta.
- Arcipelago delle Eolie o Lipari, che comprende Salina, Lipari, la più estesa del gruppo, Vulcano, un vulcano ormai quasi spento; Panarea e poi Stromboli, un cono eruttivo tuttora in attività che fu chiamato Stronghilo dagli antichi greci (da cui, Stromboli), proprio per la sua forma conica di una trottola rovesciata sul mare; a queste si devono aggiungere ancora Filicudi ed Alicudi
- Arcipelago delle Egadi, cioè le isole di Favignana, Marettimo, Levanzo e Stagnone, che sorgono tra Marsala e Trapani, a ovest della Sicilia
- Arcipelago delle Pelagie, comprendente Linosa, Lampione e Lampedusa. Rappresenta un raro caso di arcipelago transcontinentale.
- In Sicilia troviamo ancora Ustica al largo del golfo di Palermo e Pantelleria nel bel mezzo del Canale di Sicilia
- Il gruppo delle Isole Tremiti e l'isola di Pianosa, che sorgono nel Mar Adriatico
- A nord della Sardegna l'Asinara e l'arcipelago de La Maddalena, a sud San Pietro e Sant'Antioco.
- Le Isole Cheradi di San Pietro e San Paolo nel golfo di Taranto.

## Orografia

### Montagne

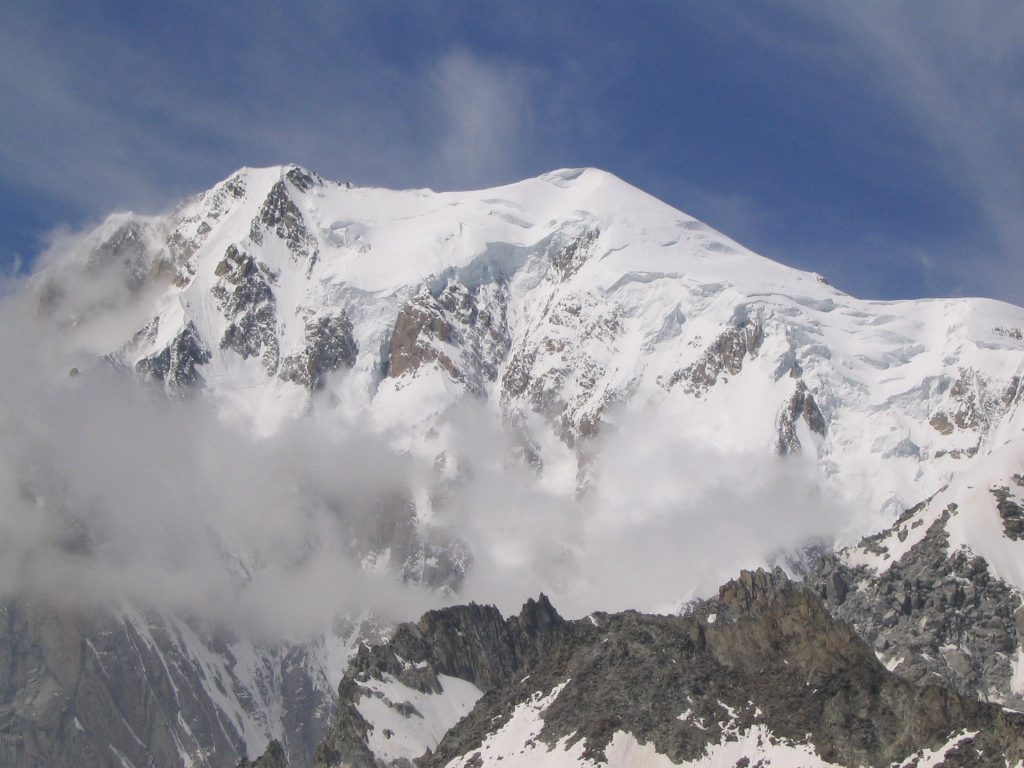
Vista del Monte Bianco

Una gran parte d'Italia è occupata da catene montuose. Diciannove regioni italiane sono attraversate o dalle Alpi o dagli Appennini, o dalle loro propaggini. La Sardegna ha montagne con caratteristiche proprie, facenti parte del Sistema Sardo-Corso, che interessa anche la Corsica.
Le Alpi (nate durante il Mesozoico ed il Cenozoico) circondano a nord, est ed ovest la Pianura Padana e si sviluppano lungo tutto il confine nord dell'Italia (circa 1.000 km), creando un confine naturale.
Convenzionalmente Alpi ed Appennini vengono separati dal Colle di Cadibona.
Gli Appennini (nati durante l'Oligocene) sorgono a sud della Pianura Padana e percorrono da nord a sud tutta la penisola italiana, dalla Liguria alla Calabria e proseguono nella Sicilia settentrionale, fino a concludersi nelle Madonìe, fungendo da spartiacque tra la costa tirrenica e quella adriatico-ionica.
Il Sistema Sardo-Corso è caratterizzato in Sardegna dall'assenza di catene vere e proprie, sostituite da massicci montuosi che culminano in quello del Gennargentu, ove si eleva la vetta maggiore dell'isola: Punta La Marmora, di 1.834 metri.
Le vette più elevate d'Italia si trovano nelle Alpi Occidentali, dove numerose sono le cime che superano i 4000 m tra cui il Monte Rosa (4634 m), il Cervino (4478 m) e il Monte Bianco che con i suoi 4810 m di altitudine è la montagna più alta d'Europa secondo la diffusa convenzione geografica che pone il confine tra Europa ed Asia sulla Depressione del Kuma-Manyč L'altezza massima degli Appennini è il Gran Sasso, di 2912 m.

### Colline

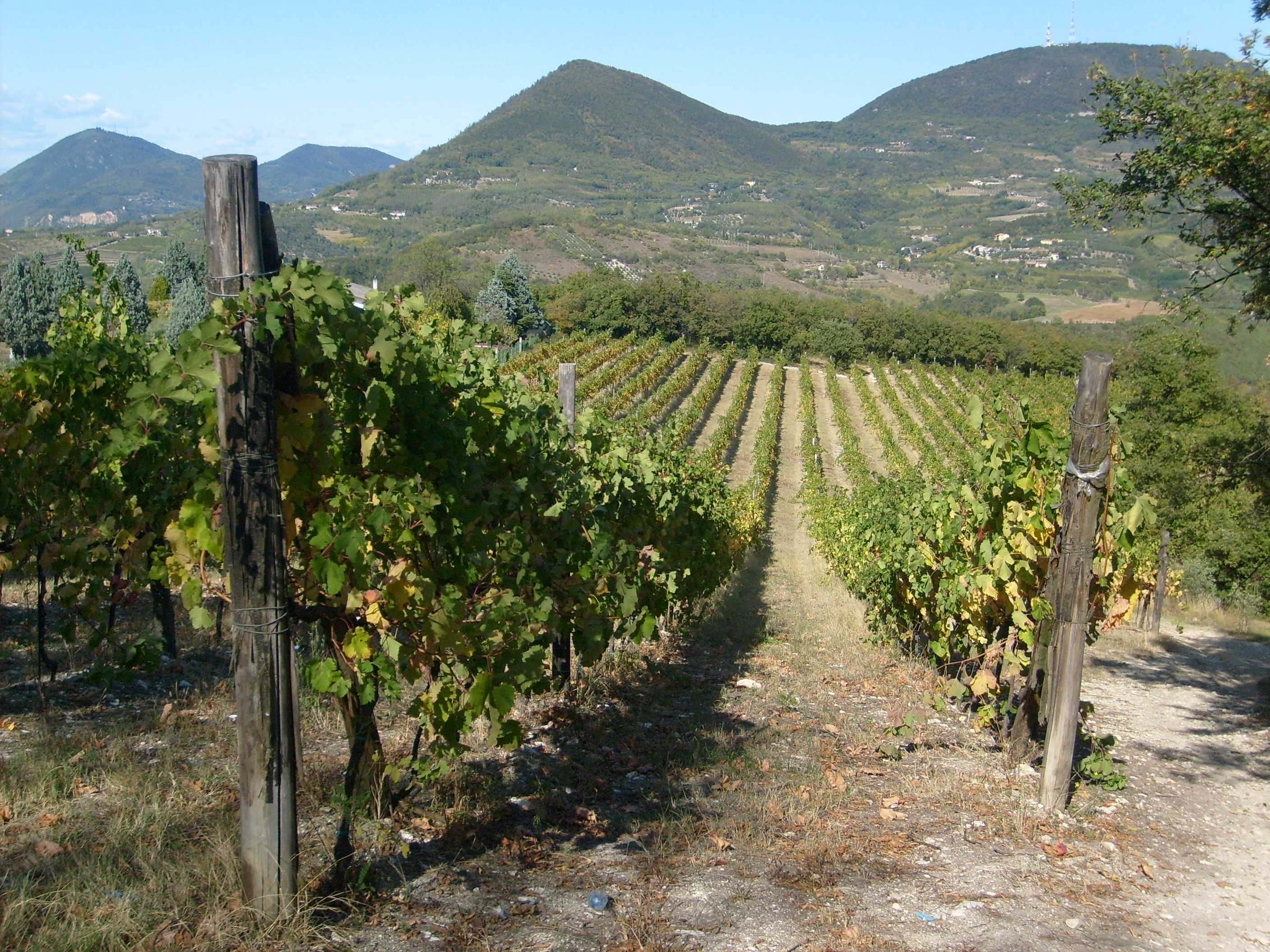
Scorcio dei Colli Euganei

Le colline ricoprono la maggior parte del territorio italiano. Sono situate prevalentemente nella parte centro-meridionale della penisola, lungo i fianchi della dorsale appenninica, ma anche nella zona prealpina, a ridosso delle Alpi.
I rilievi collinari, che si alternano a conche e valloni, hanno pendenze lievi e non superano gli 800 m. di quota.
I primi due sistemi collinari sono le colline subalpine e il Preappennino, due fasce collinari disposte tra le Alpi e la Pianura Padana e tra gli Appennini e la costa adriatica. Le colline subalpine si allargano maggiormente nella parte occidentale della Pianura Padana, dove formano le colline delle Langhe e del Monferrato. 
Due altri sistemi collinari sono l'Antiappennino tirrenico, che si estende dalle Colline Metallifere della Toscana al Vesuvio e alle Colline Beneventane in Campania, e l'Antiappennino adriatico, presente in Puglia con le colline delle Murge e il Gargano.
Le colline italiane hanno origini diverse:
- Le Langhe, il Monferrato, il Chianti e le Murge sono colline sedimentarie:[20] si sono formate per il sollevamento del fondo marino.
- Le Colline Beneventane sono di formazione terziaria composte cioè di stratificazioni ghiaiose o ammassamenti di ciottoli misti a calcare ed arenaria, probabilmente per la sollevazione di fondo lacustre.
- Le colline della Brianza, del Canavese e più in generale di tutta la fascia che corre ai piedi delle Alpi sono moreniche,[20] costituite cioè dai depositi di terra e pietrisco trasportati da antichi ghiacciai.
- I Colli Euganei e numerose altre formazioni in Toscana, Lazio, Campania sono di origine vulcanica,[20] ossia sono i resti di antichissimi vulcani spenti, arrotondati da una lunga erosione.

### Pianure

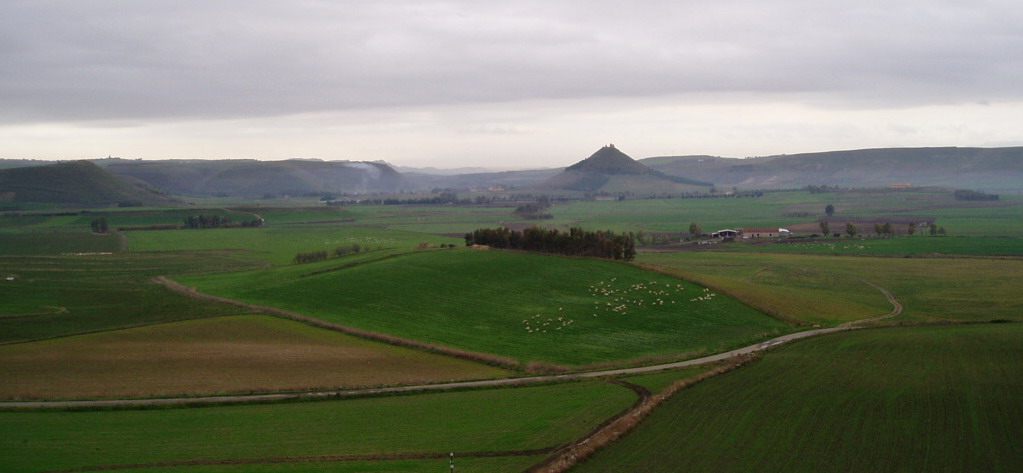
Piana del Campidano

Le pianure costituiscono solamente il 23,2% del territorio nazionale.
La pianura principale è la Pianura Padana che, da sola, costituisce più di due terzi della superficie pianeggiante italiana. Percorsa dal maggiore fiume italiano, il Po, e dai suoi numerosi affluenti, la Pianura Padana si distingue in due fasce: l'alta pianura, che borda i rilievi collinari alpini e appenninici, e la bassa pianura posta al centro ed estesa fino al delta del Po.
Nella parte peninsulare e nelle isole sono presenti solo delle piccole pianure spesso situate lungo le coste e alla foce dei fiumi maggiori, presso le quali si sono formate: è il caso, ad esempio, del Tavoliere delle Puglie, del Campidano in Sardegna o della Maremma in Toscana.
Le pianure italiane hanno origini diverse:
- La maggior parte è di origine alluvionale, cioè formatesi dai detriti depositati dai fiumi lungo il loro corso. Sono alluvionali la Pianura Padana, il Valdarno, l'Agro Pontino, il Campidano, il Metapontino, la Piana del Sele, il Salento, la Piana di Sibari, la Piana di Catania[23] e la Piana di Sant'Eufemia[22].
- La seconda pianura italiana per estensione è il Tavoliere delle Puglie,[22] che è una pianura di sollevamento, nata dall'innalzamento dei fondali marini.
- Altre pianure, ad esempio la Pianura campana, sono di origine vulcanica:[22] le ceneri dei vulcani hanno riempito le valli circostanti, trasformandole in fertili pianure.

## Idrografia
L'Italia è circondata, tranne a nord, dal mare e il suo territorio dispone di una ricca riserva di acque interne (fiumi e laghi). Le regioni del Meridione, tuttavia, sono più aride rispetto a quelle settentrionali, a causa della scarsità delle piogge e per l'assenza di ghiacciai che possono alimentare i fiumi.

### Fiumi

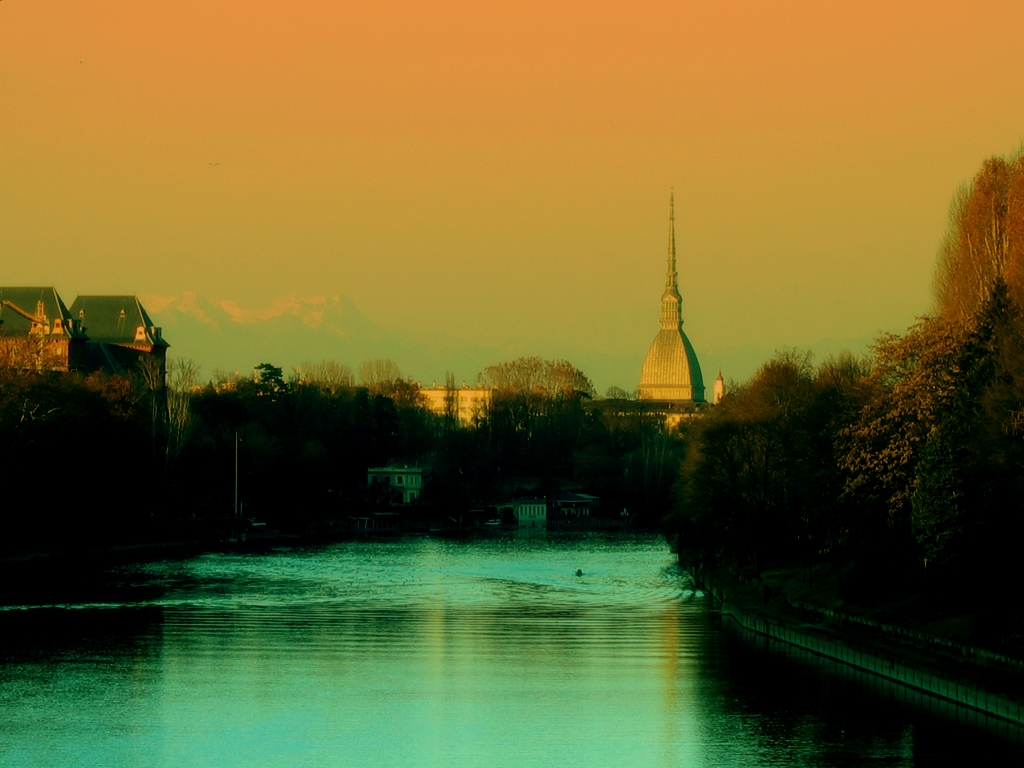
Il fiume Po a Torino

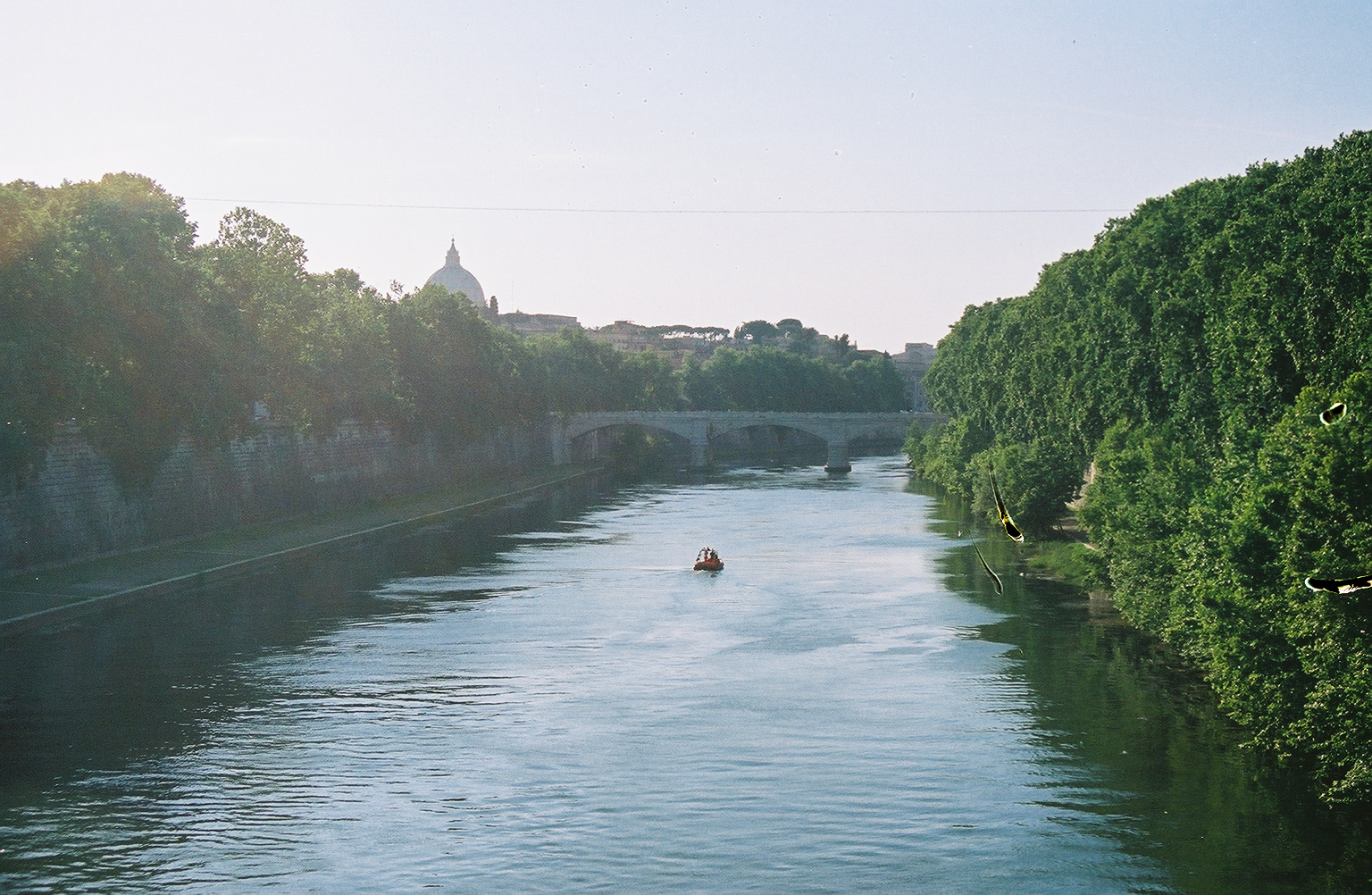
Il fiume Tevere a Roma

I fiumi italiani sono più brevi rispetto a quelli delle altre regioni europee, e ciò perché gli Appennini corrono per l'intera lunghezza della penisola, dividendo le acque in due versanti opposti. In compenso sono numerosi: ciò è dovuto alla relativa abbondanza delle piogge, di cui fruisce l'Italia in generale, e alla presenza della catena alpina, ricca di nevai e di ghiacciai, nell'Italia settentrionale.
Lo spartiacque fondamentale segue il crinale delle Alpi e degli Appennini e delimita cinque versanti principali, corrispondenti ai mari in cui sfociano i fiumi: i versanti adriatico, ionico, tirrenico, ligure e mediterraneo. Se prendiamo in considerazione l'origine e i regimi possiamo dividere i fiumi italiani in due gruppi principali: i fiumi alpino-padani e i fiumi appenninico-insulari.
Il più lungo fiume italiano è il Po (652 km), che sgorga dal Monviso, percorre tutta la Pianura Padana da ovest ad est, per poi sfociare, con un delta, nel Mar Adriatico. Oltre ad essere il più lungo, è anche il fiume con il bacino più esteso e con la più grande portata alla foce. Il secondo fiume italiano più lungo è l'Adige (410 km), che nasce nei pressi del Lago di Resia e sfocia, dopo aver fatto un percorso nord-sud, nei pressi di Chioggia, nel Mar Adriatico. Il terzo fiume più lungo in Italia è il Tevere (405 km), secondo fiume italiano per ampiezza di bacino idrografico; nasce sul Monte Fumaiolo (in Emilia-Romagna) e sfocia nel Mar Tirreno dopo aver attraversato il centro della Capitale. Dopo il Tevere, in ordine di lunghezza vengono i fiumi Adda (313 km), Oglio (280 km), Tanaro (276 km) e Ticino (248 km, di cui 157 in Italia), affluenti del Po.

### Laghi

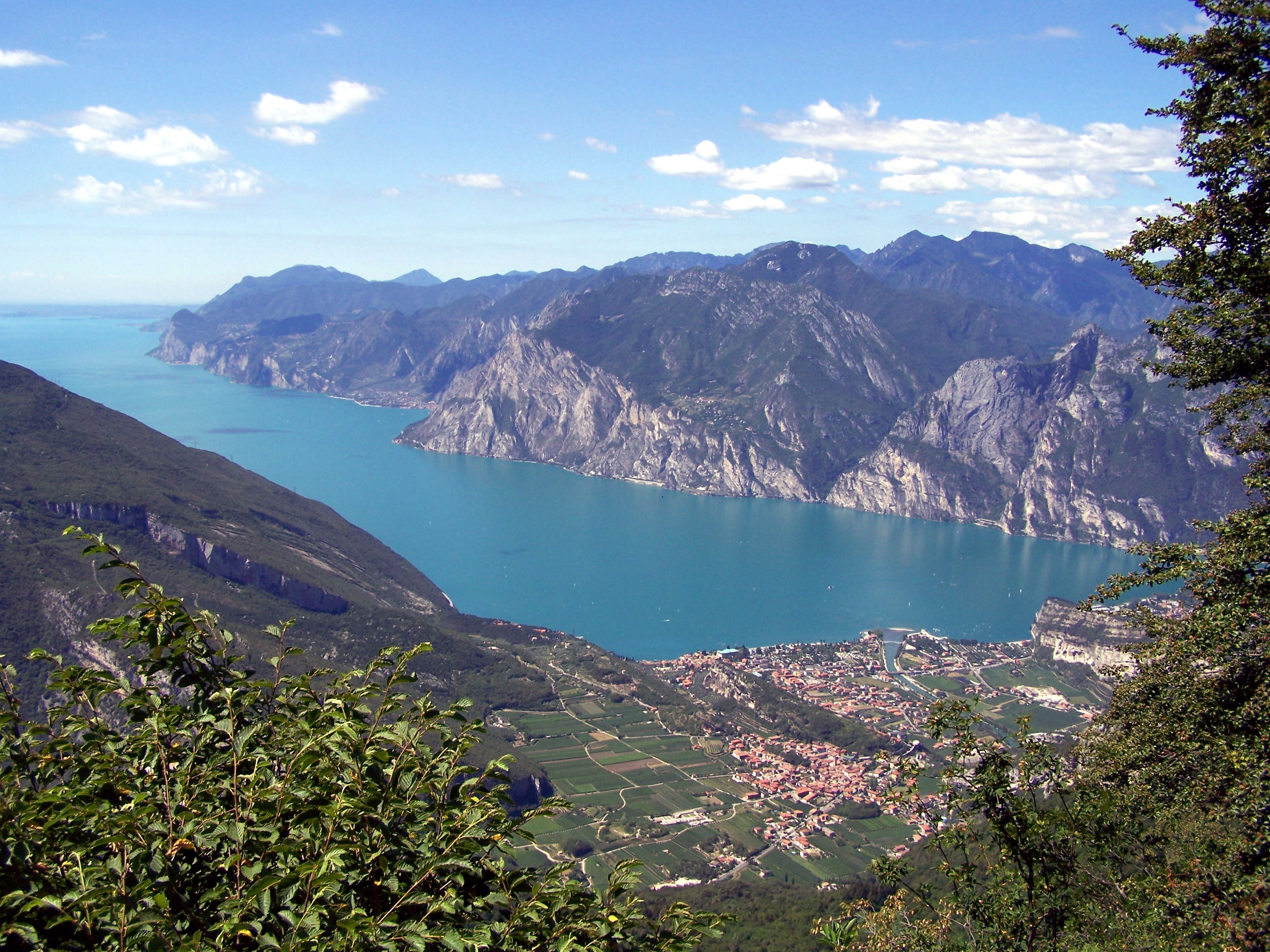
Una veduta del Lago di Garda, il maggior lago italiano.

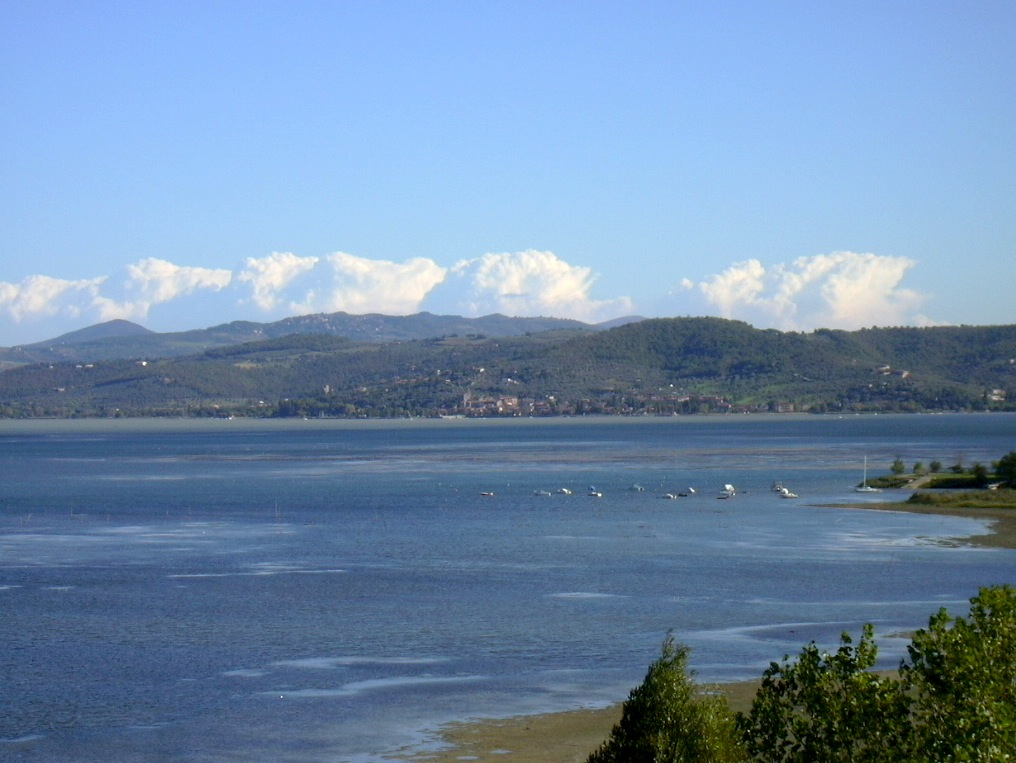
Scorcio del Lago Trasimeno

In Italia sono presenti più di 1000 laghi, in gran parte artificiali, creati cioè dallo sbarramento di valli fluviali.
Nella fascia prealpina sono presenti molti bacini lacustri di origine glaciale, come il Lago Maggiore, il Lago di Como (che detiene il primato di profondità nella Repubblica italiana, che ammonta a 410 m) e il Lago di Garda (il più vasto d'Italia): questi occupano ampie vallate scavate da antichi ghiacciai. 
In Italia vi sono anche laghi costieri, come il Lago di Lesina, separati dal mare da una stretta striscia di terra, e laghi vulcanici (Lago di Bolsena, Lago di Vico, Lago di Bracciano), che occupano i crateri di vulcani spenti.
Il Lago Trasimeno si è formato invece in un avvallamento del territorio.
Le paludi e gli stagni che nel passato coprivano vaste zone pianeggianti dell'Italia, negli ultimi secoli sono stati in gran parte prosciugati; le poche zone umide rimaste, come le Valli di Comacchio in Emilia-Romagna o lo Stagno di Cagliari in Sardegna, sono protette come ambienti naturali molto preziosi.
Lungo le coste italiane sono presenti lagune, tra le quali spiccano per ampiezza e importanza la Laguna di Venezia, quella di Grado e quella di Marano nell'Adriatico settentrionale, e la Laguna di Orbetello sulla costa toscana.

### Mari e coste

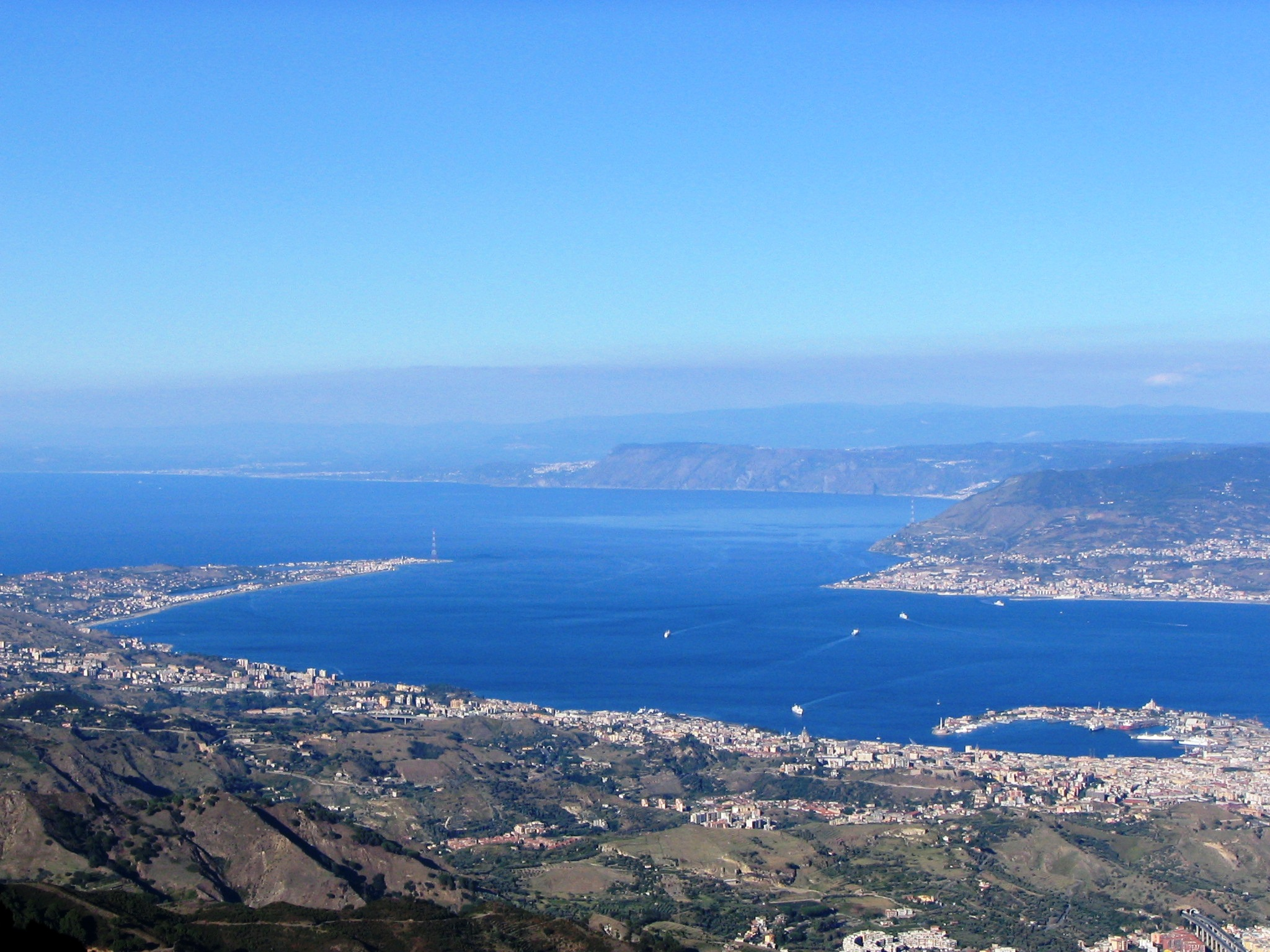
Vista dello Stretto di Messina

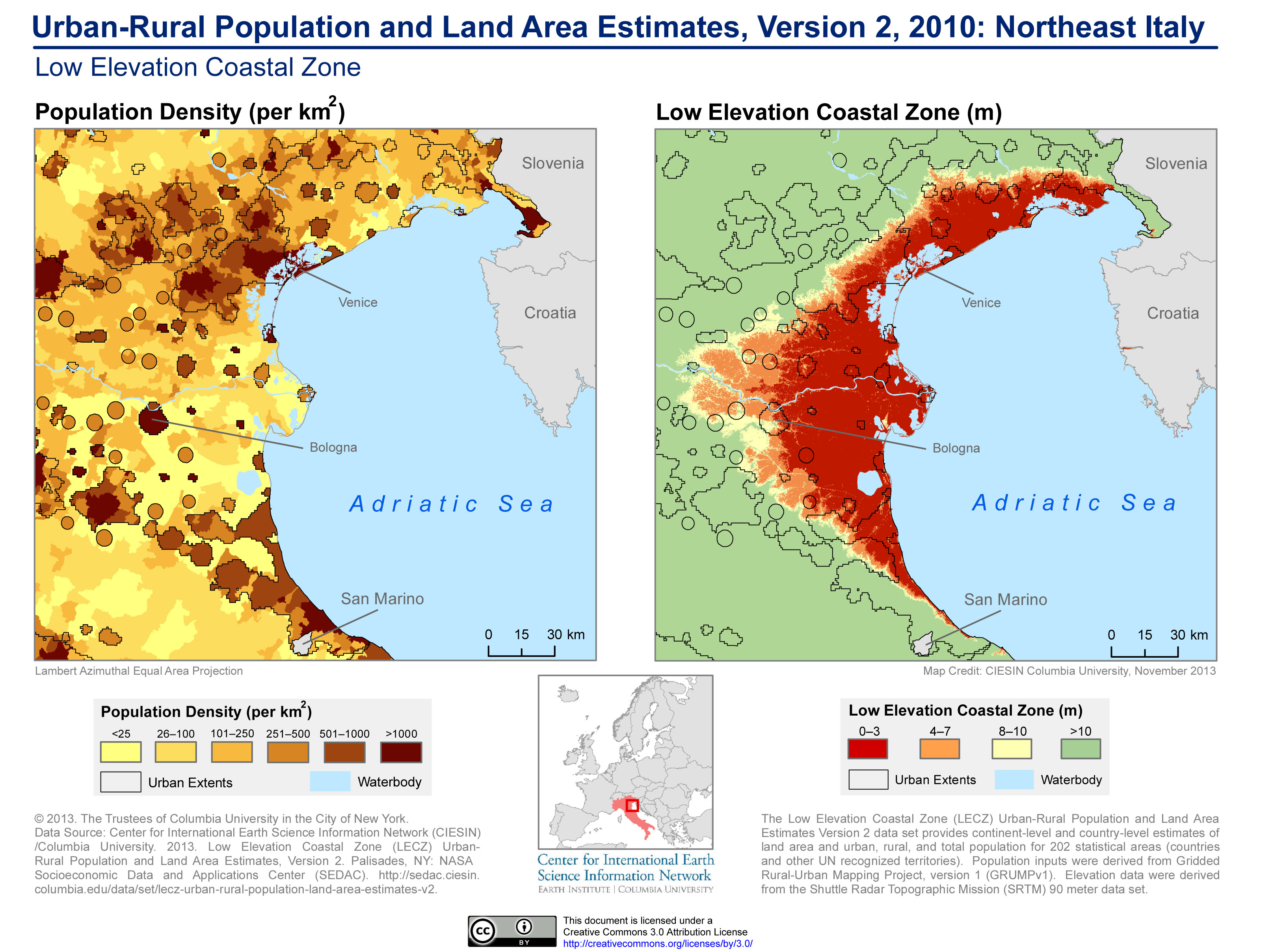
Densità di popolazione ed elevazione sul livello del mare in Veneto (2010). Il Veneto è particolarmente vulnerabile all'innalzamento del livello del mare.

La penisola italiana si affaccia sul Mar Mediterraneo, che intorno ad essa si articola in vari mari.
Il Mar Ligure bagna le coste della Liguria e, secondo la cartografia dell'Istituto idrografico della Marina, le coste settentrionali toscane a sud fino all'Isola d'Elba.
Il Mar Tirreno bagna le coste occidentali della penisola a sud dell'Isola d'Elba (e dunque tutte le regioni dalla Toscana alla Calabria), le coste settentrionali della Sicilia e a quelle orientali della Sardegna.
Il Mar Adriatico bagna le coste orientali della penisola, dal Friuli-Venezia Giulia fino al Capo di Santa Maria di Leuca, in Puglia.
Il Mar Ionio bagna le coste orientali della Sicilia e della Calabria, il litorale della Basilicata e le coste occidentali della Puglia.
A sud della Sicilia si trova il Canale di Sicilia, mentre ad ovest della Sardegna si estende il Mare di Sardegna.
L'Italia ha uno sviluppo costiero di circa 7.900 km, con una grande varietà di forme che dipende sia dalla natura della terraferma, sia dall'azione del mare.
Le coste adriatiche sono abbastanza rettilinee, caratterizzate a nord dai golfi di Trieste e Venezia, al centro dal promontorio del Cònero, a sud da quello del Gargano, che forma il Golfo di Manfredonia. I litorali adriatici sono bassi e sabbiosi, con tratti lagunari nella sezione settentrionale; solo nella zona di Trieste, in corrispondenza del Gargano, del Cònero e del basso Salento orientale (fra Otranto e Leuca) si susseguono tratti rocciosi.
Le coste ioniche sono in prevalenza basse e sabbiose e sono caratterizzate dall'ampio Golfo di Taranto, chiuso ad est dalla Penisola Salentina (che lo divide dall'Adriatico) e ad ovest dalla penisola calabra (che lo divide dal Tirreno).
Lo Stretto di Messina mette in comunicazione lo Ionio e il Tirreno.
Le coste tirreniche sono molto articolate, con tratti rocciosi alternati a spiagge sabbiose, con numerosi golfi e promontori. Tra i golfi si devono ricordare almeno quelli di Napoli, di Salerno e di Gaeta; tra le penisole quella sorrentina; tra i promontori quello del Circeo e quello di Piombino. Nel Mar Tirreno si trovano tre importanti canali: tra l'Isola d'Elba e la costa toscana il Canale di Piombino, tra l'Elba e la Corsica il Canale di Corsica, tra la Sardegna e la Corsica le Bocche di Bonifacio.
Il Mar Ligure, che ha al centro il Golfo di Genova, ha coste alte e rocciose nella riviera di Levante e miste nella Riviera di Ponente.

## Geologia
Le spinte sotterranee che milioni di anni fa diedero origine ai rilievi dell'Italia continuano ancora: lo testimoniano i terremoti e l'attività eruttiva dei vulcani.

### Terremoti

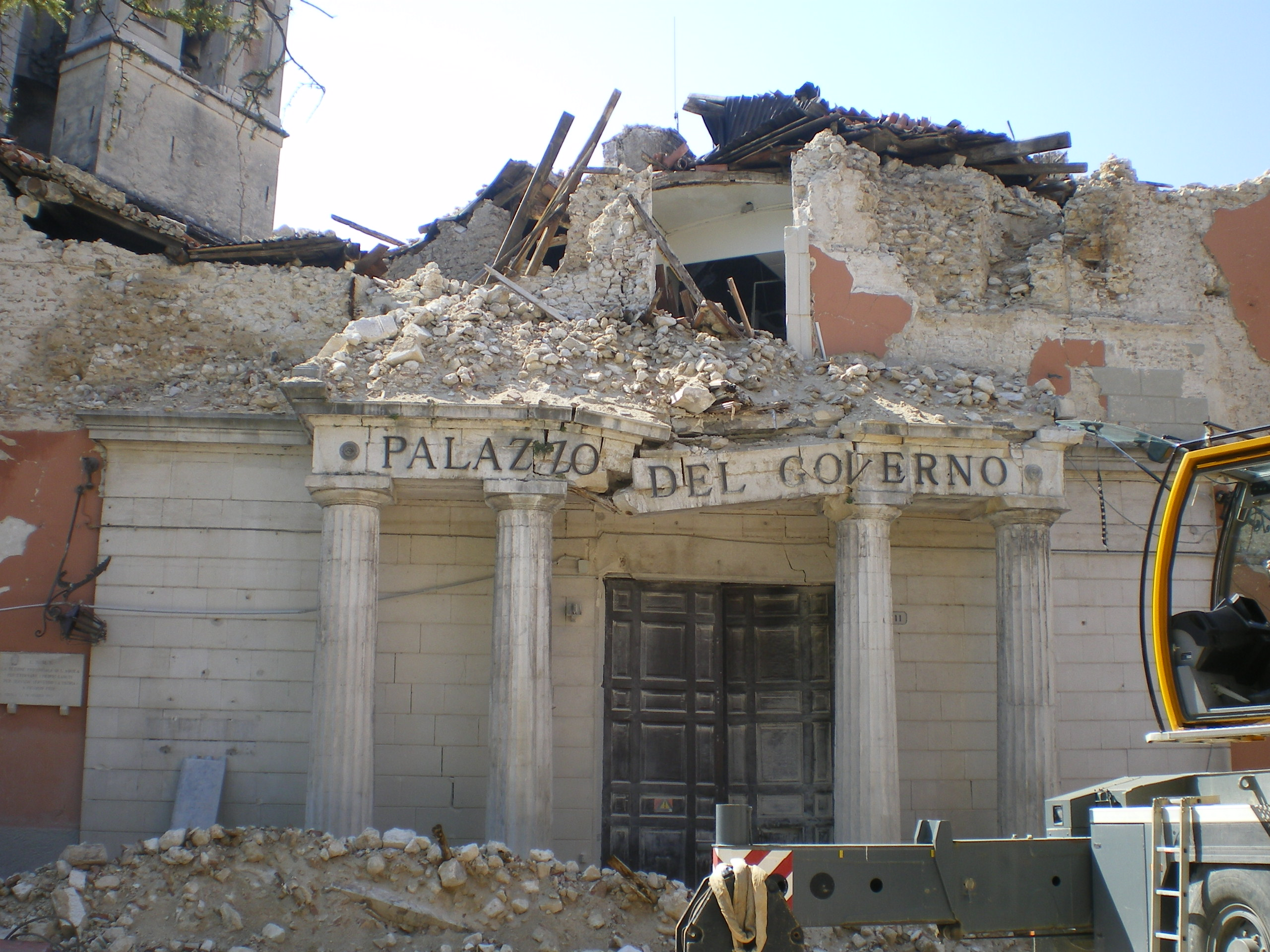
La prefettura dell'Aquila dopo il terremoto del 6 aprile 2009

Stretta tra due placche, la placca africana e la placca eurasiatica, l'Italia è molto soggetta a terremoti, anche intensi, tanto che detiene il primato in Europa.
In particolare, le aree a maggiore rischio sismico sono: il nord ed il sud-ovest della Sicilia, tutto l'Appennino (ma in modo particolare la zona centro-meridionale), la Puglia settentrionale, quasi tutto il Friuli-Venezia Giulia ed infine il nord-ovest del Veneto. Al contrario, le zone a scarso o nullo rischio sismico sono: l'arco alpino (esclusa l'estrema zona occidentale e orientale), gran parte della pianura padana, le coste tirreniche fino al Lazio, la Puglia centro-meridionale, la Sardegna e la Sicilia centrale.

### Vulcani

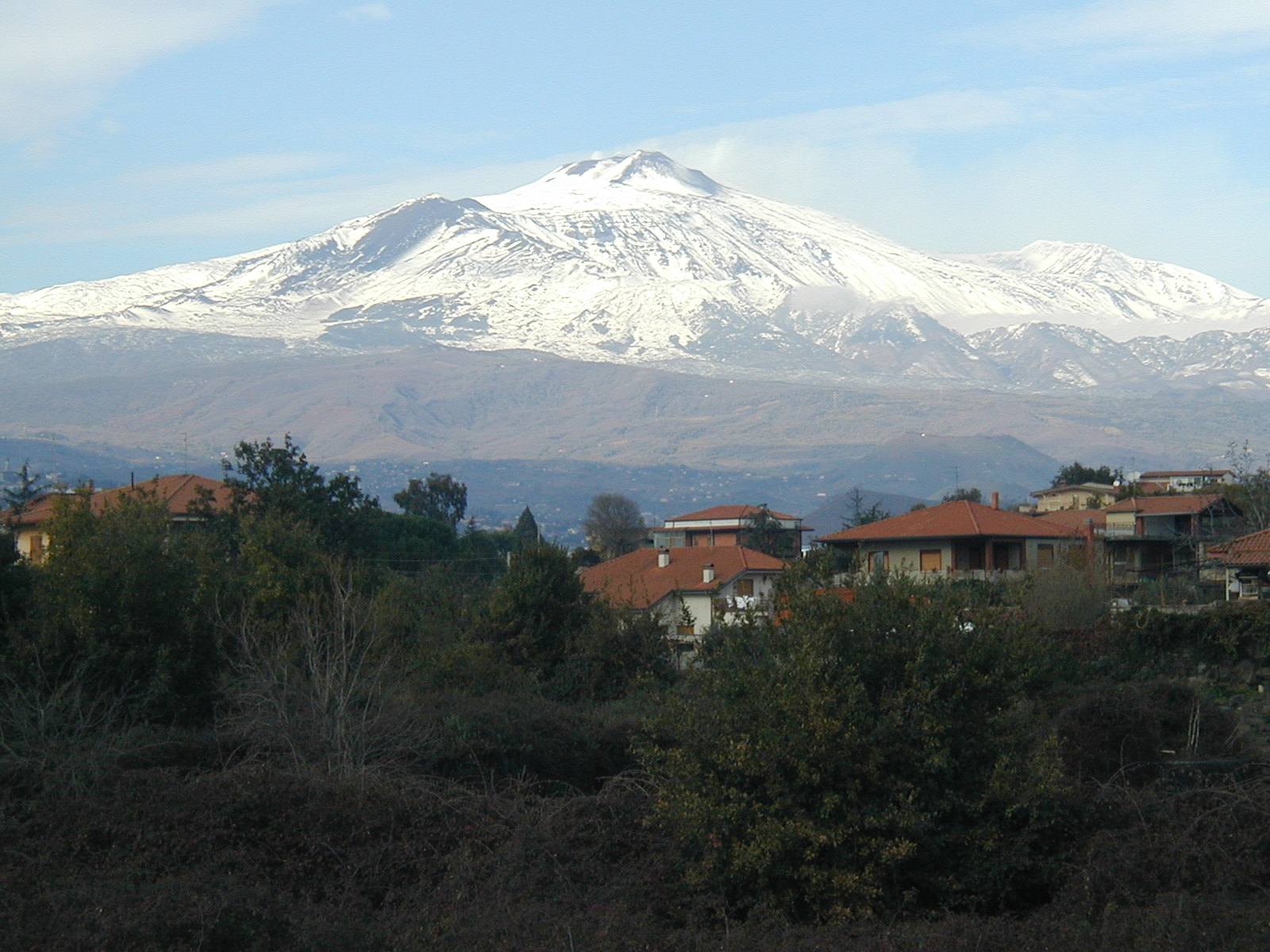
L'Etna d'inverno

L'Italia è nota anche per la presenza di numerosi vulcani: i più famosi sono il Vesuvio vicino a Napoli, l'Etna vicino a Catania che con i suoi 3.343 m è il vulcano più alto d'Europa, lo Stromboli e Vulcano, nelle isole Eolie in provincia di Messina, oltre alla grande caldera costituita dai Campi Flegrei, in Campania.
La penisola possiede anche molti vulcani spenti, cioè che hanno cessato la loro attività eruttiva, come i già citati Colli Euganei in provincia di Padova, il monte Amiata in Toscana, i Colli Berici in provincia di Vicenza e la zona dei Castelli Romani (Vulcano Laziale), dove esistono diversi laghi che occupano i crateri di antichi vulcani. Un'origine simile hanno avuto anche i laghi di Bracciano, Vico e Bolsena nel Lazio settentrionale.
Negli ultimi anni sono stati inoltre condotti numerosi studi per comprendere meglio la struttura e le potenzialità distruttive del gigantesco vulcano sottomarino Marsili, situato a circa 140 km a nord della Sicilia ed a circa 150 km ad ovest della Calabria. Con i suoi 70 km di lunghezza e 30 km di larghezza (pari a 2100 chilometri quadrati di superficie) il Marsili rappresenta uno dei vulcani più estesi d'Europa.

### Rischio idrogeologico
Il territorio italiano è fortemente soggetto al fenomeno del dissesto idrogeologico, causato dalla continua spinta naturale dei giovani rilievi presenti sul territorio, ma anche dall'azione dell'uomo (disboscamenti, abusivismo edilizio, ecc.). Le conseguenze di tali fenomeni si manifestano soprattutto sotto forma di frane, smottamenti ed esondazioni che arrecano gravi danni a tutta la zona colpita e provocano, in alcuni casi, anche la morte di numerose persone. Secondo una ricerca di Legambiente il 70% dei comuni italiani è a rischio frane e le regioni a maggiore rischio idrogeologico sono la Calabria, l'Umbria, la Valle d'Aosta, le Marche e la Toscana.